# Fábio Dantas
Fábio Berckmans Veras Dantas (Natal, 6 de outubro de 1971) é um advogado, empresário e político brasileiro filiado ao Solidariedade. Foi Deputado Estadual entre 2010 e 2014, e vice-Governador do Rio Grande do Norte entre 2015 e 2019. É casado com a Deputada Estadual do Rio Grande do Norte, Cristiane Dantas, além de ser filho do ex-prefeito de São José do Mipibu, Arlindo Dantas.
Formou-se em Direito na Universidade Potiguar (UnP) no ano de 1997, tendo sido assessor do desembargador federal Araken Mariz de Faria no Tribunal Regional Federal da 5º Região (TRF-5), o cargo exercido no decorrer de sua graduação (1992-1997).
Em 1999, foi aprovado no Exame da Ordem dos Advogados do Brasil, tendo realizado a sua inscrição nos quadros da OAB - Seccional do Rio Grande do Norte - sob o nº 3.790.
No Governo Wilma de Faria, entre 2003 e 2008, assumiu o cargo de Diretor do Instituto Técnico-Científico de Perícia do Rio Grande do Norte (ITEP/RN).
Foi Deputado Estadual em 2010, com 35.374 votos, pelo Partido Humanista da Solidariedade (PHS)
Nas eleições estaduais no Rio Grande do Norte em 2014, elegeu-se Vice-Governador potiguar, na chapa de Robinson Faria.
Em 2018, rompeu com o Governo Robinson Faria e teve seu nome lançado como pré-candidato ao Governo do Estado do Rio Grande do Norte. Entretanto, sua candidatura não prosseguiu.
Em 2019, filiou-se ao partido Solidariedade, e  retornou suas atividades empresariais no ramo de produção da cachaça, desenvolvendo a Cachaça Mipibu, que rapidamente insurgiu-se medalhista de ouro no Concurso de Vinhos e Destilados do Brasil no ano de 2021.
Em 2021, assumiu o cargo de Diretor Geral da Federação dos Municípios do Rio Grande do Norte (FEMURN), ocasião na qual teve uma destacada atuação em prol do municipalismo.
Em março de 2022, promoveu a sua desincompatibilização do cargo, aparentemente com o intuito de candidatar-se ao pleito eleitoral daquele ano, desvinculando-se dos quadros da FEMURN.

## Histórico Eleitoral
| Ano  | Eleição                         | Partido       | Candidato a                                   | Votos              | %           | Resultado  | Ref   |
| ---- | ------------------------------- | ------------- | --------------------------------------------- | ------------------ | ----------- | ---------- | ----- |
| 2010 | Estadual do Rio Grande do Norte | PHS           | Deputado Estadual                             | 35.374             | 2,05%       | Eleito     | [ 4 ] |
| 2014 | Estadual do Rio Grande do Norte | PCdoB         | Vice-Governador Titular: Robinson Faria (PSD) | 623.614 (1º Turno) | 42,04% (2º) | Eleito     | [ 5 ] |
| 2014 | Estadual do Rio Grande do Norte | PCdoB         | Vice-Governador Titular: Robinson Faria (PSD) | 877.268 (2º Turno) | 54,42% (1º) |            | [ 5 ] |
| 2022 | Estadual do Rio Grande do Norte | Solidariedade | Governador                                    | 406.461            | 22,22%      | Não-Eleito | [ 6 ] |